# Juratyrant
A Juratyrant (jelentése: „a jura zsarnoka”[forrás?]) a hüllők (Reptilia) osztályának dinoszauruszok csoportjába, ezen belül a hüllőmedencéjűek (Saurischia) rendjébe, a Theropoda alrendjébe és a Proceratosauridae családjába tartozó nem.

## Tudnivalók
A Juratyrant a késő jura kornak a tithon nevű korszakában élt, azaz 149 millió évvel ezelőtt. Maradványait Angliában találták meg. Ebből a dinoszaurusznemből eddig csak egy faj került elő, a Juratyrant langhami (Benson, 2008), amelyet azonban korábban Stokesosaurus langhami Benson, 2008 néven, a Stokesosaurus egyik fajaként tartottak számon. A további kutatások bebizonyították, hogy a Stokesosaurus clevelandi Madsen, 1974 és a Stokesosaurus langhami nem is közeli rokonok, emiatt 2013-ban Roger Benson és Stephen Brusatte jogosnak találta, a kivont fajnak megalkotni a saját nemét.
Ebből a fajból eddig csak egy példányt fedeztek fel; ebből is következő csontokat: egy teljes csontos medence (pelvis), töredékes lábcsontok, nyak és hát csigolyák, valamint a farok csigolyáinak nagy része. Ezt az állatot 1984-ben Dorsetben találták meg. Habár azóta több írás is megemlítette, az állatot csak 2008-ban írták le. A fajnevét Peter Langham fosszília gyűjtő tiszteletére kapta. A maradvány a tithon korszaki Kimmeridge Clay Formation-ban kövesedett meg. A Pectinatites pectinatus nevű ammonitesz rétegében, azaz 149,3-149 millió évvel ezelőtt élt.
Két különböző becslés szerint, ez a dinoszaurusz körülbelül 5-6,7 méter hosszú és 300-760 kilogramm tömegű lehetett.

## Képek

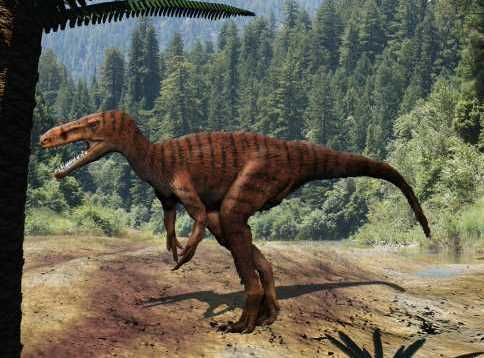
Az állat rekonstrukciója
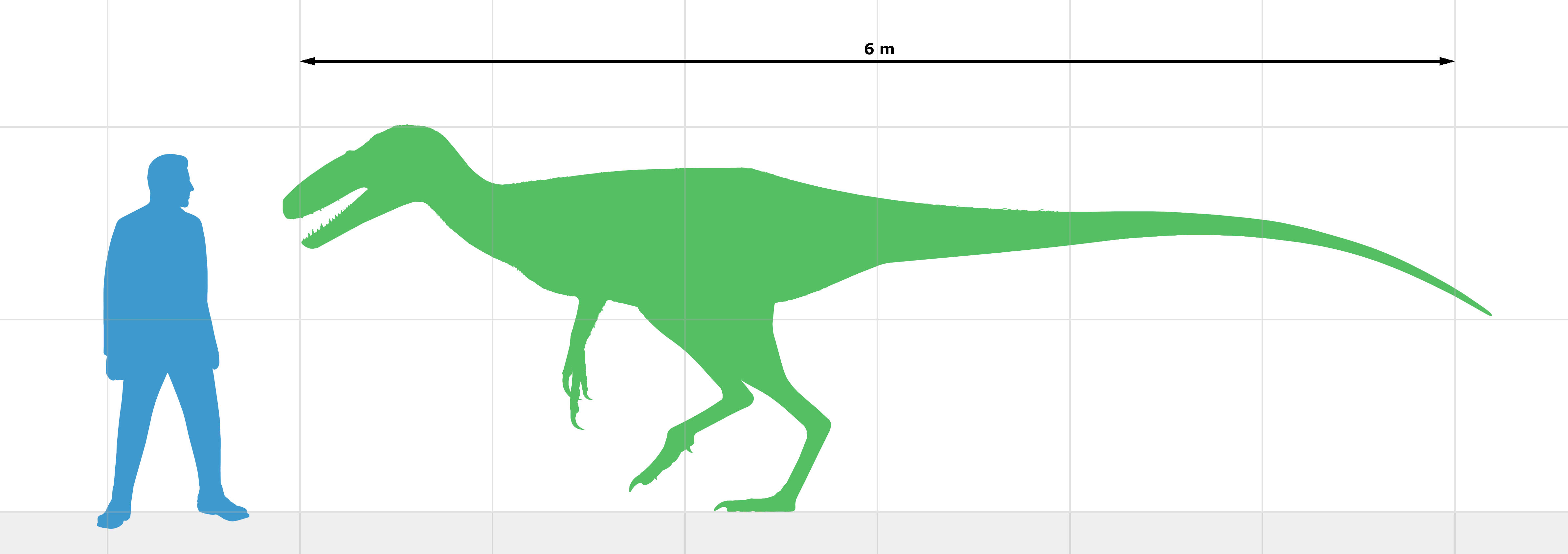
Az ember és a Juratyrant méretének az összehasonlítása

## Fordítás
- Ez a szócikk részben vagy egészben  a   Juratyrant című angol Wikipédia-szócikk ezen változatának fordításán alapul.  Az eredeti cikk szerkesztőit annak laptörténete sorolja fel. Ez a jelzés csupán a megfogalmazás eredetét és a szerzői jogokat jelzi, nem szolgál a cikkben szereplő információk forrásmegjelöléseként.